# موشک آستر

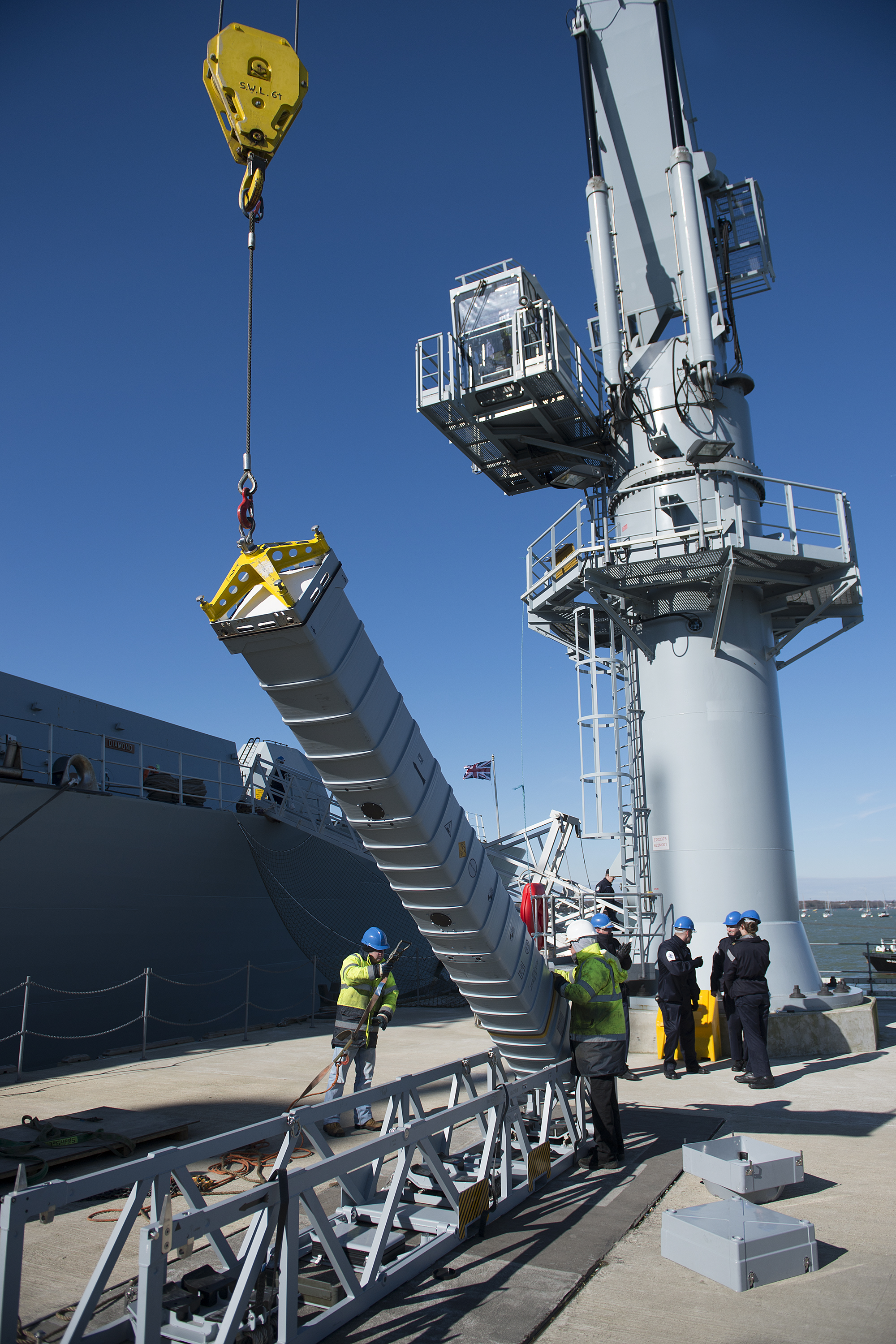
بارگیری موشک بر روی اچ ام اس دایموند

موشک پدافندی آستر یک موشک سطح به هوای ساخت مشترک دو کشور فرانسه و ایتالیا است. این موشک توسط دو شرکت یورو سام و تالس به صورت مشترک ساخته می‌شود. آستر به معنای ستاره در یونان باستان است.
این موشک برای حمله به همه اهداف هوایی از جمله هواپیما‌ها پهپاد‌ها و ریز پرنده‌ها طراحی شده‌است. آستر توانایی عملیات در هر شرایط آب و هوایی را داراست. همچنین دو نسخه از بلاک ۳۰ آن با نام ان تی برای توان ضد بالستیکی توسعه یافته‌اند.
۳ کشور ایتالیا، فرانسه و انگلستان از آستر در سیستم‌های پدافندی زمینی و دریایی استفاده می‌کنند.

## مشخصات
موشک آستر به در دو نوع آستر ۱۵ به صورت کوتاه برد و آستر ۳۰ به صورت برد بلند وجود دارد. بدنه هر دو موشک یکسان است، اما موشک آستر ۳۰ در کنار بدنه از موشک‌های تقویت کننده استفاده می‌کند که می‌توانند برد و سرعت آن را افزایش دهند. وزن آستر ۱۵ ۳۱۰ کیلوگرم و آستر ۳۰ ۴۵۰ کیلوگرم است. قطر هر دو نوع معادل ۱۸۰ میلی‌متر است. با به طول بلندتر موشک آستر ۳۰ این موشک باید از سیلوهای عمودی پرتاب شود. موشک آستر ۳۰ همچنین می‌تواند از سیلوهای موشک‌های مارک ۴۱ ساخت آمریکا نیز پرتاب شود.

### مدل‌ها
- آستر ۱۵: موشک کوتاه برد
- آستر ۳۰ بلاک ۰: موشک برد بلند
- آستر ۳۰ بلاک ۱: توان ضد بالستیکی در برابر موشک‌هایی با برد ۶۰۰ کیلومتر
- آستر ۳۰ بلاک ۱ نسخه ان تی: توان ضد بالستیکی در مقابل موشک‌هایی با برد ۱۵۰۰ کیلومتر- دفاع میان برد
- آستر ۳۰ بلاک ۲ بی ام دی:دفاع ضد بالستیکی در برابر موشک‌هایی با برد ۳۰۰۰ کیلومتر-این موشک در دست توسعه است.

## کاربران

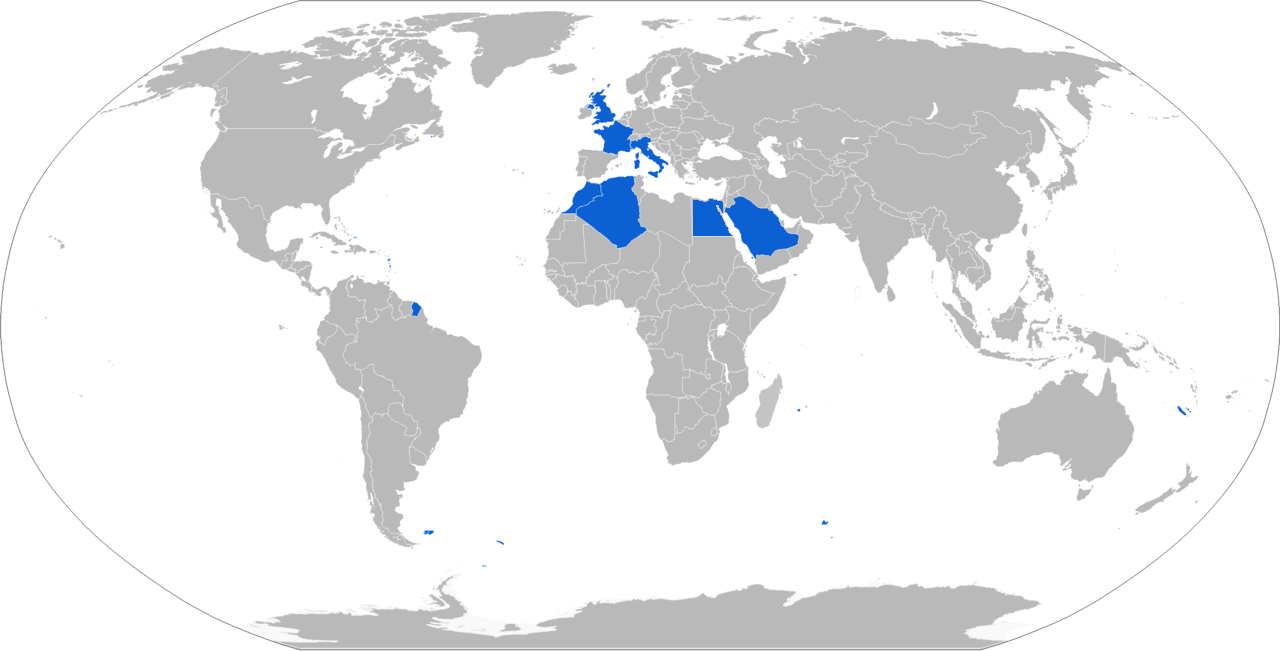
نقشه کاربران موشک‌های آستر با رنگ آبی نشان داده شده‌است.

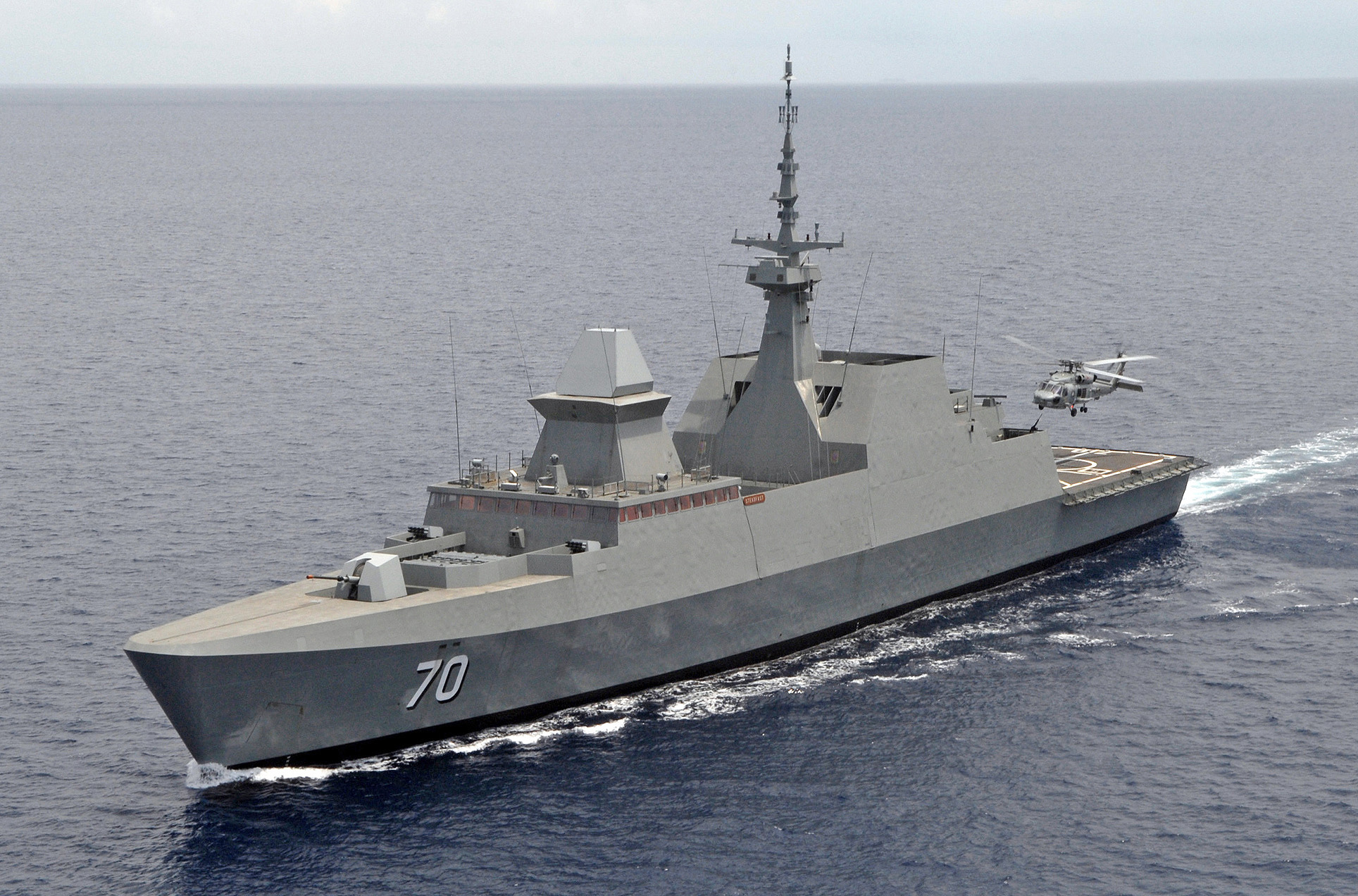
ناوچه استید فست نیروی دریایی جمهوری سنگاپور مجهز به موشک‌های آستر۱۵

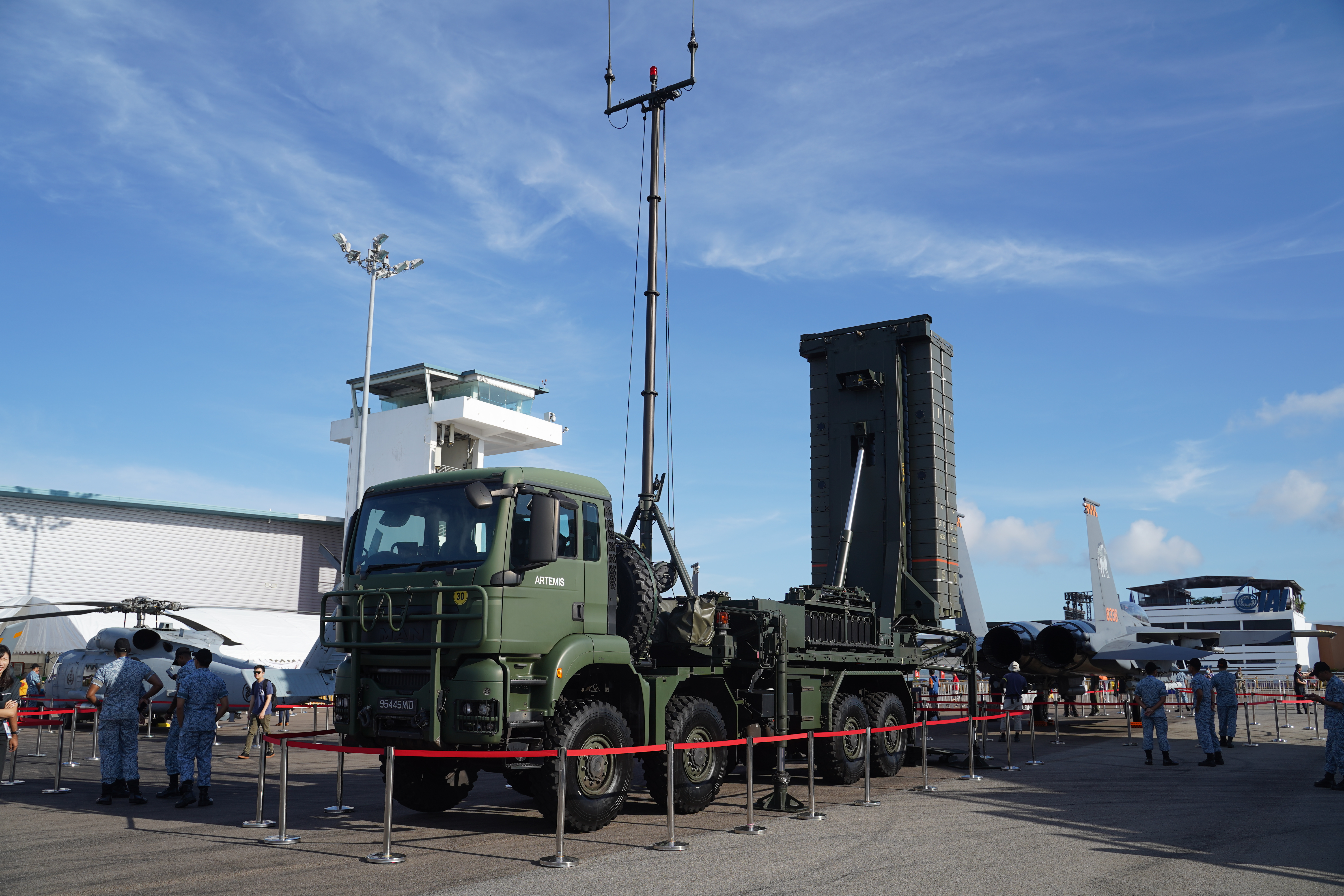
سامانه موشکی آستر ۳۰ نیروی هوایی جمهوری سنگاپور در نمایشگاه هوایی سنگاپور ۲۰۲۰ به نمایش گذاشته شده‌است.

### کاربران کنونی
الجزایر
- نیروی دریایی ملی الجزایر

 مصر
- نیروی دریایی مصر

 فرانسه
- نیروی دریایی فرانسه
- نیروی هوایی فرانسه

 یونان
- موشک‌های آستر ۳۰ در نیروی دریایی یونان

 ایتالیا
- نیروی دریایی ایتالیا
- ارتش ایتالیا

 مراکش
- نیروی دریایی سلطنتی مراکش

 قطر
- نیروی دریایی قطر

 عربستان سعودی
- نیروی دریایی سلطنتی عربستان

 سنگاپور
- نیروی دریایی جمهوری سنگاپور
- نیروی هوایی جمهوری سنگاپور

 بریتانیا
- نیروی دریایی سلطنتی

### کاربران احتمالی
ترکیه
- نیروی هوایی ترکیه - در ۵ ژانویه ۲۰۱۸، طی یک سفر دولتی توسط رئیس‌جمهور ترکیه در پاریس، قراردادی برای پروژه ای با یوروسام برای سیستم دفاع هوایی و موشکی دوربرد آینده به مدت ۱۸ ماه امضا شد که در آن ترکیه شرکت‌های روکتسان و آسلسان در تولید مشترک این سامانه موشکی شرکت خواهند کرد.